# Inveruno
Inveruno ist eine italienische Gemeinde mit 8446 Einwohnern (Stand 31. Dezember 2023) in der Metropolitanstadt Mailand, Region Lombardei.
Die Nachbarorte von Inveruno sind Buscate, Busto Garolfo, Arconate, Casorezzo, Cuggiono, Ossona und Mesero.

## Bevölkerungsentwicklung
Inveruno zählt 3299 Privathaushalte. Zwischen 1991 und 2001 stieg die Einwohnerzahl geringfügig von 8235 auf 8236.